# Бернау-ам-Кімзе
Бернау-ам-Кімзе (нім. Bernau am Chiemsee) — громада в Німеччині, розташована в землі Баварія. Підпорядковується адміністративному округу Верхня Баварія. Входить до складу району Розенгайм.
Площа — 26,70 км2. Населення становить 6932 ос. (станом на 31 грудня 2020).